# ТЕС Міка-Крік
ТЕС Міка-Крік – колишня теплова електростанція на півночі Австралії.
Майданчик для станції обрали за кілька кілометрів від потужного гірничо-металургійного комплексу Маунт-Айза, що включає рудник, гірничо-збагачувальні фабрики та плавильні заводи (при цьому до 1998 року ТЕС належала компанії Mount Isa Mines, що здійснює управління зазначеним комплексом). Станція почала роботу в 1960 році (офіційне відкриття припало на січень 1961-го) і на першому етапі отримала дві парові турбіни від Parsons потужністю по 33 МВт. До 1973-го додали ще дві парові турбіни такої саме потужності. Живлення цієї черги, відомої як Міка-Крік А, забезпечували чотири парові котла виробництва  Babcock.
В 1985-му в межах Міка-Крік А додали ще один паровий котел Babcock та парову турбіну Toshiba потужністю 36 МВт (станційний номер А5).
У 1990-му запустили чергу Міка-Крік В, яка отримала одну встановлену на роботу у відкритому циклі газову турбіну від John Brown потужністю 33 МВт.
В 1997-му провели суттєву модернізацію Міка-Крік А, під час якої встановили дві газові турбіни від European Gas Turbines потужністю по 35 МВт (номери А6 та А7). Їх доповнили двома котлами-утилізаторами, що виробляли пару для живлення турбіни А5 – таким чином, був створений парогазовий блок комбінованого циклу потужністю 103 МВт.
В 1999-му запустили ще один парогазовий блок комбінованого циклу потужністю 55 МВт (відомий як черга Міках-Крік С), в якому одна газова турбіна живила через котел утилізатор одну парову турбіну (станційні номери С1 та С2). 
У 2010-му унаслідок аварії генератора припинила роботу турбіна А3. Для покриття дефіцити виробітки на заміну їй змонтували три встановлені на роботу у відкритому циклі малі газові турбіни – в 2010-му дві від Solar типу Taurus T60 потужністю по 5,7 МВт і в 2011-му одну від Solar типу Titan T130 з показником 15 МВт.
В 2014-му турбіни С1 та С2 поставили на консервацію, а 1 січня 2021-го станцію повністю закрили (при цьому ще в 2014-му поряд з нею запустили нову ТЕС Діамантіна). 
Тривалий час станція використовувала вугілля, допоки в 1998 – 1999 роках її не перевели на природний газ, поданий по трубопроводу Баллера – Маунт-Айза.
Джерелом водопостачання було водосховище греблі Райфл-Крік.
Видача продукції відбувалась під напругою 220 кВ, 132 кВ та 33 кВ.